# Fjordgård
Fjordgård or Fjordgard es un pueblo pesquero en el municipio de Senja en Troms, Noruega. Está localizado en el norte de Senja, la segunda isla más grande del país. Fjordgård se extiende por el lado oeste del fiordo Ørnfjorden, el cual es una rama del Øyfjorden. Husøy está a 4 km.
Fjordgård está rodeado por montañas y se conecta con el resto de la isla por túneles. Tiene 213 habitantes. La capilla de Fjordgård se ubica aquí.